# Max Moerstedt
Max Moerstedt, né le 15 janvier 2006 à Mannheim en Allemagne, est un footballeur allemand qui évolue au poste d'avant-centre au TSG Hoffenheim.

## Biographie

### En club
Né à Mannheim en Allemagne, Max Moerstedt est notamment formé au Bayern Munich où il côtoie des joueurs comme Paul Wanner ou encore Arijon Ibrahimović mais il quitte le club en 2021 pour rejoindre le TSG Hoffenheim, club se situant dans sa région natale où vit sa famille. Il est alors perçu comme l'un des joueurs les plus prometteurs du pays à son poste,.

### En sélection
En mai 2023, Moerstedt est retenu avec les moins de 17 ans par le sélectionneur Christian Wück (en) afin de participer au Championnat d'Europe.
L'Allemagne atteint la finale de la compétition après sa victoire face à la Pologne le 30 mai 2023 (3-5 score final). Il est titularisé lors de la finale, remportée par les Allemands face à la France après une séance de tirs au but, le 2 juin 2023.

## Palmarès
Allemagne -17 ans
- Championnat d'Europe -17 ans
  - Vainqueur : 2023
- Coupe du monde des moins de 17 ans
  - Vainqueur en 2023